# Campeonato Neerlandés de Fútbol 1949-50
El Campeonato Neerlandés de Fútbol 1949/50 fue la 61.ª edición del campeonato de fútbol de los Países Bajos. Participaron 60 equipos divididos en seis divisiones. El campeón nacional sería determinado por un grupo final formado con los ganadores de las divisiones de fútbol del este, norte, dos del sur y dos del oeste. SV Limburgia ganó el campeonato de este año.

## Divisiones

### Eerste Klasse Este
|    | Club            | PJ | PG | PE | PP | GF | GC | Pts | DG  |                                           |
| -- | --------------- | -- | -- | -- | -- | -- | -- | --- | --- | ----------------------------------------- |
| 1  | Enschedese Boys | 18 | 14 | 2  | 2  | 38 | 12 | 30  | +26 | Clasificado al grupo final por el título. |
| 2  | Heracles        | 18 | 10 | 3  | 5  | 24 | 14 | 23  | +10 |                                           |
| 3  | AGOVV Apeldoorn | 18 | 6  | 7  | 5  | 27 | 29 | 19  | -2  |                                           |
| 4  | HVV Hengelo     | 18 | 6  | 7  | 5  | 20 | 22 | 19  | -2  |                                           |
| 5  | SC Enschede     | 18 | 6  | 5  | 7  | 22 | 22 | 17  | 0   |                                           |
| 6  | FC Wageningen   | 18 | 7  | 3  | 8  | 23 | 24 | 17  | -1  |                                           |
| 7  | Zwolsche Boys   | 18 | 5  | 5  | 8  | 24 | 31 | 15  | -7  |                                           |
| 8  | NEC Nijmegen    | 18 | 5  | 4  | 9  | 16 | 21 | 14  | -5  |                                           |
| 9  | Go Ahead        | 18 | 5  | 4  | 9  | 22 | 31 | 14  | -9  |                                           |
| 10 | Quick Nijmegen  | 18 | 4  | 4  | 10 | 26 | 36 | 12  | -10 | Descendido.                               |

PJ = Partidos jugados; PG = Partidos ganados; PE = Partidos empatados; PP = Partidos perdidos; GF = Goles a favor; GC = Goles en contra; Pts = Puntos; DG = Diferencia de goles

### Eerste Klasse Norte
|    | Club            | PJ | PG | PE | PP | GF | GC | Pts | DG  |                                           |
| -- | --------------- | -- | -- | -- | -- | -- | -- | --- | --- | ----------------------------------------- |
| 1  | sc Heerenveen   | 18 | 17 | 0  | 1  | 87 | 23 | 34  | +64 | Clasificado al grupo final por el título. |
| 2  | GVAV Rapiditas  | 18 | 8  | 5  | 5  | 37 | 25 | 21  | +12 |                                           |
| 3  | Sneek Wit Zwart | 18 | 7  | 6  | 5  | 46 | 38 | 20  | +8  |                                           |
| 4  | Achilles 1894   | 18 | 9  | 2  | 7  | 36 | 36 | 20  | 0   |                                           |
| 5  | LAC Frisia 1883 | 18 | 8  | 2  | 8  | 38 | 38 | 18  | 0   |                                           |
| 6  | Velocitas 1897  | 18 | 8  | 2  | 8  | 30 | 36 | 18  | -6  |                                           |
| 7  | Be Quick 1887   | 18 | 8  | 2  | 8  | 41 | 43 | 18  | -2  |                                           |
| 8  | VV Leeuwarden   | 18 | 6  | 3  | 9  | 38 | 33 | 15  | +5  |                                           |
| 9  | HSC             | 18 | 6  | 3  | 9  | 32 | 45 | 15  | -13 |                                           |
| 10 | LVV Friesland   | 18 | 0  | 1  | 17 | 11 | 79 | 1   | -68 | Descendido.                               |

PJ = Partidos jugados; PG = Partidos ganados; PE = Partidos empatados; PP = Partidos perdidos; GF = Goles a favor; GC = Goles en contra; Pts = Puntos; DG = Diferencia de goles

### Eerste Klasse Sur-I
|    | Club           | PJ | PG | PE | PP | GF | GC | Pts | DG  |                                           |
| -- | -------------- | -- | -- | -- | -- | -- | -- | --- | --- | ----------------------------------------- |
| 1  | Limburgia      | 19 | 12 | 3  | 4  | 38 | 22 | 27  | +16 | Clasificado al grupo final por el título. |
| 2  | PSV Eindhoven  | 19 | 11 | 3  | 5  | 54 | 18 | 25  | +36 |                                           |
| 3  | MVV Maastricht | 18 | 8  | 4  | 6  | 35 | 25 | 20  | +10 |                                           |
| 4  | VVV Venlo      | 18 | 8  | 4  | 6  | 37 | 37 | 20  | 0   |                                           |
| 5  | RBC Roosendaal | 18 | 6  | 5  | 7  | 23 | 24 | 17  | -1  |                                           |
| 6  | NOAD           | 18 | 5  | 7  | 6  | 21 | 24 | 17  | -3  |                                           |
| 7  | VV Brabantia   | 18 | 7  | 3  | 8  | 22 | 29 | 17  | -7  |                                           |
| 8  | Sittardse Boys | 18 | 7  | 3  | 8  | 35 | 48 | 17  | -13 | Descendido.                               |
| 9  | SC Helmondia   | 18 | 6  | 3  | 9  | 19 | 21 | 15  | -2  |                                           |
| 10 | SV Kerkrade    | 18 | 3  | 1  | 14 | 24 | 60 | 7   | -36 | Descendido.                               |

PJ = Partidos jugados; PG = Partidos ganados; PE = Partidos empatados; PP = Partidos perdidos; GF = Goles a favor; GC = Goles en contra; Pts = Puntos; DG = Diferencia de goles

### Eerste Klasse Sur-II
|    | Club          | PJ | PG | PE | PP | GF | GC | Pts | DG  |                                           |
| -- | ------------- | -- | -- | -- | -- | -- | -- | --- | --- | ----------------------------------------- |
| 1  | Maurits       | 18 | 13 | 2  | 3  | 43 | 20 | 28  | +23 | Clasificado al grupo final por el título. |
| 2  | BVV Den Bosch | 18 | 10 | 5  | 3  | 32 | 13 | 25  | +19 |                                           |
| 3  | Willem II     | 18 | 11 | 1  | 6  | 47 | 24 | 23  | +23 |                                           |
| 4  | LONGA         | 18 | 8  | 5  | 5  | 23 | 26 | 21  | -3  |                                           |
| 5  | VV TSC        | 18 | 7  | 4  | 7  | 27 | 35 | 18  | -8  |                                           |
| 6  | FC Eindhoven  | 18 | 6  | 5  | 7  | 31 | 30 | 17  | +1  |                                           |
| 7  | NAC           | 18 | 4  | 8  | 6  | 20 | 22 | 16  | -2  |                                           |
| 8  | Bleijerheide  | 18 | 4  | 6  | 8  | 25 | 29 | 14  | -4  |                                           |
| 9  | SC Emma       | 18 | 2  | 5  | 11 | 16 | 42 | 9   | -26 |                                           |
| 10 | Juliana       | 18 | 2  | 5  | 11 | 15 | 38 | 9   | -23 | Descendido.                               |

PJ = Partidos jugados; PG = Partidos ganados; PE = Partidos empatados; PP = Partidos perdidos; GF = Goles a favor; GC = Goles en contra; Pts = Puntos; DG = Diferencia de goles

### Eerste Klasse Oeste-I
|    | Club                | PJ | PG | PE | PP | GF | GC | Pts | DG  |                                           |
| -- | ------------------- | -- | -- | -- | -- | -- | -- | --- | --- | ----------------------------------------- |
| 1  | Blauw-Wit Amsterdam | 18 | 12 | 4  | 2  | 49 | 25 | 28  | +24 | Clasificado al grupo final por el título. |
| 2  | Hermes DVS          | 18 | 9  | 6  | 3  | 37 | 29 | 24  | +8  |                                           |
| 3  | Sparta Rotterdam    | 18 | 10 | 3  | 5  | 34 | 17 | 23  | +17 |                                           |
| 4  | ADO Den Haag        | 18 | 10 | 0  | 8  | 35 | 28 | 20  | +7  |                                           |
| 5  | HFC Haarlem         | 18 | 6  | 4  | 8  | 36 | 30 | 16  | +6  |                                           |
| 6  | Feijenoord          | 18 | 6  | 4  | 8  | 27 | 28 | 16  | -1  |                                           |
| 7  | DOS                 | 18 | 6  | 4  | 8  | 25 | 30 | 16  | -5  |                                           |
| 8  | VSV                 | 18 | 5  | 5  | 8  | 22 | 27 | 15  | -5  |                                           |
| 9  | KFC                 | 18 | 6  | 1  | 11 | 29 | 47 | 13  | -18 |                                           |
| 10 | Zeeburgia           | 18 | 3  | 3  | 12 | 25 | 58 | 9   | -33 | Descendido.                               |

PJ = Partidos jugados; PG = Partidos ganados; PE = Partidos empatados; PP = Partidos perdidos; GF = Goles a favor; GC = Goles en contra; Pts = Puntos; DG = Diferencia de goles

### Eerste Klasse Oeste-II
|    | Club            | PJ | PG | PE | PP | GF | GC | Pts | DG  |                                           |
| -- | --------------- | -- | -- | -- | -- | -- | -- | --- | --- | ----------------------------------------- |
| 1  | AFC Ajax        | 18 | 15 | 1  | 2  | 43 | 18 | 31  | +25 | Clasificado al grupo final por el título. |
| 2  | De Volewijckers | 18 | 13 | 3  | 2  | 43 | 16 | 29  | +27 |                                           |
| 3  | HBS Craeyenhout | 18 | 6  | 5  | 7  | 39 | 38 | 17  | +1  |                                           |
| 4  | RCH             | 18 | 6  | 5  | 7  | 26 | 28 | 17  | -2  |                                           |
| 5  | HFC EDO         | 18 | 5  | 6  | 7  | 31 | 36 | 16  | -5  |                                           |
| 6  | SVV             | 18 | 6  | 3  | 9  | 41 | 46 | 15  | -5  |                                           |
| 7  | HVV 't Gooi     | 18 | 6  | 3  | 9  | 22 | 32 | 15  | -10 |                                           |
| 8  | Xerxes          | 18 | 4  | 6  | 8  | 24 | 32 | 14  | -8  |                                           |
| 9  | SC Neptunus     | 18 | 5  | 3  | 10 | 20 | 35 | 13  | -15 | Descendido.                               |
| 10 | DWS             | 18 | 5  | 3  | 10 | 25 | 33 | 13  | -8  |                                           |

PJ = Partidos jugados; PG = Partidos ganados; PE = Partidos empatados; PP = Partidos perdidos; GF = Goles a favor; GC = Goles en contra; Pts = Puntos; DG = Diferencia de goles

### Grupo final por el título
|   | Club                | PJ | PG | PE | PP | GF | GC | Pts | DG  |
| - | ------------------- | -- | -- | -- | -- | -- | -- | --- | --- |
| 1 | Limburgia           | 10 | 7  | 1  | 2  | 39 | 18 | 15  | +21 |
| 2 | Blauw-Wit Amsterdam | 10 | 6  | 2  | 2  | 36 | 23 | 14  | +13 |
| 3 | Maurits             | 10 | 4  | 2  | 4  | 16 | 22 | 10  | -6  |
| 4 | AFC Ajax            | 10 | 4  | 0  | 6  | 21 | 22 | 8   | -1  |
| 5 | sc Heerenveen       | 10 | 3  | 2  | 5  | 22 | 34 | 8   | -12 |
| 6 | Enschedese Boys     | 10 | 2  | 1  | 7  | 10 | 25 | 5   | -15 |

PJ = Partidos jugados; PG = Partidos ganados; PE = Partidos empatados; PP = Partidos perdidos; GF = Goles a favor; GC = Goles en contra; Pts = Puntos; DG = Diferencia de goles
|                               |
| Campeón Limburgia 1.er título |